# Гейзер (риф)
Риф Гейзе́р (фр. Banc du Geyser или фр. banc du Geysir) — почти полностью скрытый водой коралловый риф в северо-восточной части Мозамбикского пролива.

## География
Риф расположен в 110 км к северо-востоку от острова Майотта, в 122 км к юго-западу от островов Глорьёз, и в 200 км к северо-западу от побережья острова Мадагаскар.
Риф имеет форму овала 8 км в длину и 5 км в ширину, который показывается над водой лишь во время отлива, за исключением нескольких скал в южной части, постоянно возвышающихся над водой. В восточной части рифа имеется ряд песчаных островков, покрытых травой и мелким кустарником. Вход в центральную лагуну возможен с юго-восточного направления. Риф Гейзер и находящийся немного южнее риф Зеле расположены на жерлах подводного вулкана.

## История
Риф был известен ещё арабским мореплавателям и появляется уже на картах IX века. В районе 1650 года риф появляется на испанских картах под названием исп. Arecife de Santo Antonio. 23 декабря 1678 года на риф налетело британское судно «Geysir», после чего он и получил современное название.

## Вопрос принадлежности
С точки зрения Франции, риф находится в исключительной экономической зоне островов Глорьёз. Коморы оспаривают это, считая, что риф относится к их исключительной экономической зоне. В 1976 году Мадагаскар провозгласил аннексию рифа (в районе которого могли быть залежи нефти), однако он по-прежнему контролируется Францией.

## Флора и фауна
Риф является местом обитания морских птиц.